# Бенедикта Генриетта Пфальц-Зиммернская
Бенеди́кта Генрие́тта Пфа́льц-Зи́ммернская (нем. Benedikta Henriette von der Pfalz-Simmern), полное имя Бенеди́кта Генрие́тта Филиппи́на Пфа́льц-Зи́ммернская (нем. Benedikta Henriette Philippine von der Pfalz-Simmern; 14 марта 1652, Париж — 12 августа 1730, Аньер-сюр-Сен) — принцесса из дома Виттельсбахов, урождённая принцесса Пфальц-Зиммернская; в замужестве — герцогиня Брауншвейг-Люнебургская.

## Биография

### Происхождение
Принцесса Бенедикта Генриетта Пфальц-Зиммернская родилась в Париже 14 марта 1652 года. Она была младшей из трёх дочерей принца Эдуарда Пфальц-Зиммернского и принцессы Анны Марии Гонзага-Неверской. По отцовской линии дедушкой и бабушкой принцессы были курфюрст Фридрих V Пфальцский и принцесса Елизавета Стюарт, «зимняя королева», по материнской линии — Шарль I Гонзага-Неверский, герцог Мантуанский и Монферратский и принцесса Екатерина де Майенн. Воспитание принцессы Бенедикты Генриетты было доверено придворной даме Луизе де Лафайет, ставшей позднее монахиней под именем Луизы Анжелики.

### Герцогиня Брауншвейг-Люнебурга
В возрасте шестнадцати лет, 30 ноября 1668 года она сочеталась браком с дальним родственником, Иоганом Фридрихом, герцогом Брауншвейг-Люнебургским, бездетным ровесником её отца.
Герцог Иоганн Фридрих умер в 1679 году, не оставив наследника мужского пола. Поэтому герцогство Брауншвейгское унаследовал его младший брат-протестант, Эрнест Август Брауншвейг-Люнебургский, муж принцессы Софии Ганноверской и отец Георга I, короля Великобритании. После смерти супруга, принцесса Бенедикта Генриетта вернулась во Францию, где жила у старшей сестры, принцессы Конде.
Она переписывалась с Готфридом Лейбницем. Принцесса Бенедикта Генриетта умерла в имении недалеко от Парижа 12 августа 1730 года.

### Потомство и титулы
В браке принцессы Бенедикты Генриетты и герцога Иоганна Фридриха родились четыре дочери:
- принцесса Анна София Брауншвейг-Люнебургская (10 февраля 1670 — 24 марта 1672), умерла в младенчестве;
- принцесса Шарлотта Брауншвейг-Люнебургская (8 марта 1671 — 29 сентября 1710), сочеталась браком с Ринальдо д'Эсте (26 апреля 1665 — 26 октября 1737), герцогом Модены и Реджо;
- принцесса Генриетта Мария Брауншвейг-Люнебургская (9 марта 1672 — 4 сентября 1757);
- принцесса Вильгельмина Амалия Брауншвейг-Люнебургская (21 апреля 1673 — 10 апреля 1742), сочеталась браком с Иосифом I, императором Священной Римской империи (26 июля 1678 — 17 апреля 1711).

С 14 марта 1652 по 30 ноября 1668 года к ней обращались как к графине Бенедикте Пфальц-Зиммернской. После замужества, с 30 ноября 1668 по 18 декабря 1679 года носила титул Её Высочества, герцогини Брауншвейг-Люнебургской, а с 18 декабря 1679 по 12 августа 1730 года Её Высочества, вдовствующей герцогини Брауншвейг-Люнебургской.